# Cédric Moubamba
Cédric Moubamba   (Libreville, 14 d'octubre de 1979) és un exfutbolista del Gabon de la dècada de 2000.
Fou internacional amb la selecció de futbol del Gabon. Pel que fa a clubs, destacà a AC Bongoville, US Bitam, Sogéa FC, USM Libreville i AS Mangasport. També fou jugador de Dhofar S.C.S.C. i TP Mazembe.